# Achille Rémy Percheron
Achille Rémy Percheron, född den 25 januari 1797 i Paris, död 1869, var en fransk entomolog.